# Gołąbek powabny

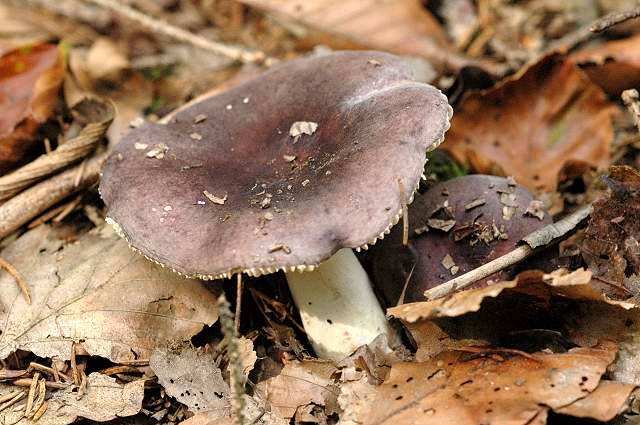

Gołąbek powabny (Russula amoena Quél.) – gatunek grzybów należący do rodziny gołąbkowatych (Russulaceae).

## Systematyka i nazewnictwo
Pozycja w klasyfikacji według Index Fungorum: Russula, Russulaceae, Russulales, Incertae sedis, Agaricomycetes, Agaricomycotina, Basidiomycota, Fungi.
Po raz pierwszy opisał go w 1881 r. Lucien Quélet i nadana przez niego nazwa naukowa jest aktualna. Niektóre synonimy:
- Russula gaminii (Dupain) Singer 1982
- Russula seperina var. luteovirens Bertault & Malençon 1978[2].

Polską nazwę podała Alina Skirgiełło w 1991 r.

## Morfologia
Kapelusz
Średnica 2–5 cm, rzadko do 12 cm, kształt początkowo wypukły, później płaski, przy brzegu czasem spękany. Powierzchnia aksamitna, karminowa, czerwonofioletowa, amarantowa, w niektórych miejscach, zwłaszcza na środku kremowa lub z zielonawymi odcieniami. Brzeg równy, tępy.
Blaszki
Przyrośnięte, średnio gęste, o szerokości do 4 mm, białokremowe. Ostrza czasami czerwonawe lub fioletowe, zwłaszcza przy brzegu kapelusza.
Trzon
Wysokość 2–5 cm, grubość 0,5–1 cm, walcowaty, początkowo pełny, potem komorowaty. Powierzchnia gładka, tej samej barwy co kapelusz lub liliowa.
Miąższ
Kruchy, pod skórką z purpurowym odcieniem, poza tym biały. Ma łagodny smak i zapach gotujących się bulw. Pod działaniem fenolu zmienia barwę na purpurowokarminową, z siarczanem żelazowym brak reakcji barwnej.
Cechy mikroskopowe
Podstawki 42–54 × 10–14 µm. Bazydiospory jajowate, brodawkowate, czubate, mniej lub bardziej siateczkowate, o wymiarach 6–8 × 5,5–7 µm. Cheilocystydy liczne, wydłużone, wąskie, 5–8(10) µm;. Pleurocystydy bardzo rzadkie, podobne do cheilocystyd. Skórka zbudowana z charakterystycznych, szydłowatych strzępek o długości do 100 µm, z krótką i mniej lub bardziej napęczniałą podstawą o średnicy 7–14 µm.
Gatunki podobne
Początkowo gołąbek powabny i gołąbek pięknobarwny (Russula amoenicolor) nie były odróżniane, dopiero Henri Charles Louis Romagnesi w 1967 r. je rozdzielił. Gołąbek powabny odróżnia się mniejszym owocnikiem, odmienną reakcją na fenol i pleurocystydami. Opisywane w dawniejszej naszej literaturze okazy gołąbka powabnego istocie mogą być także gołąbkiem fiołkowonogim (Russula violeipes). Zamieszanie powodują także istniejące barwne rysunki gołąbka powabnego, odnoszą się one bowiem do co najmniej dwóch różnych gatunków.

## Występowanie i siedlisko
Występuje głównie w Europie i jest tu szeroko rozprzestrzeniony, poza Europą podano go w nielicznych miejscach w Ameryce Północnej i Japonii. W Polsce W. Wojewoda w 2003 r. przytoczył 7 stanowisk, w późniejszych latach podano następne. Na Czerwonej liście roślin i grzybów Polski ma status V – gatunek narażony, który w najbliższej przyszłości zapewne przesunie się do kategorii wymierających, jeśli nadal będą działać czynniki zagrożenia.
Naziemny grzyb mykoryzowy. Występuje w lasach pod drzewami liściastymi i iglastymi. Uważany jest za grzyb niejadalny.